# Tredje åldern
Tredje åldern var en tidsålder i J.R.R. Tolkiens värld som börjar med att Sauron besegras av Elendil (med sönerna Isildur och Anarion) och Gil-galad år 3441 i andra åldern, då den sista alliansen mellan människor och alver förde krig mot Sauron efter förintelsen av Númenor. Denna tidsålder präglades av alvernas nedgång i Midgård, de númenoreanska exil-väldenas uppgång och fall, och den långsamma återhämtningen av Saurons makt.
Den tredje åldern varade i 3021 år, tills Sauron besegrades på nytt år 3019, men denna gång för all framtid när hans Härskarring förintades. När Ringväktarna (Gandalf, Elrond och Galadriel) lämnade Midgård och reste till Valinor inleddes den fjärde åldern.
Under denna tidsålder utspelades Bilbo, Sagan om ringen samt delar av Sagor från Midgård.